# Peter Matthiessen
 (mai 2022).
Œuvres principales
Le léopard des neiges, 1978

En liberté dans les champs du Seigneur

Blue Water, White Death

Shadow Country, 2008
Compléments
naturaliste
Peter Matthiessen, né le 22 mai 1927 à New York et mort le 5 avril 2014 à Sagaponack dans l'État de New York, est un naturaliste et écrivain américain, auteur d'œuvres de non-fiction et de fiction.
Les œuvres de Matthiessen sont connues pour être extrêmement bien documentées. Il s'est souvent focalisé sur les problèmes touchant les Indiens d'Amérique et leur histoire, comme dans son étude détaillée du cas de Leonard Peltier, In the Spirit of Crazy Horse (en). Matthiessen a été l'auteur officiel de l'État de New York de 1995 à 1997.

## Biographie
En 1953 Peter Matthiessen fonda, avec George Plimpton, Harold Humes, Thomas Guinzburg et Donald Hall, le magazine littéraire The Paris Review. À l'époque, c'était une jeune recrue de la CIA, et il utilisa le magazine pour se couvrir.
Dans son livre Le léopard des neiges, Matthiessen parle de sa relation tumultueuse avec sa femme Deborah et de leurs séparations récurrentes, relation qui culmina dans un profond engagement de l'un vers l'autre, après qu'on lui eut diagnostiqué un cancer. Elle est morte à New-York vers la fin de 1972. Le couple a eu quatre enfants, le plus jeune, Alex, ayant 7 ou 8 ans au moment de la mort de sa mère. L'année suivante, en septembre, Matthiessen participa à une expédition dans l'Himalaya avec le biologiste George Schaller, expédition qu'il a narrée dans Le léopard des neiges, livre qui fut récompensé en 1979 par le prix National Book Award dans la catégorie « Pensée contemporaine ».
Peter Matthiessen et sa femme Deborah Love pratiquaient le bouddhisme zen. Après le décès de son épouse, Matthiessen devint moine bouddhiste, termina ses études zen et devint, en 1991, le premier successeur zen de Tetsugen Bernie Glassman (en)). Avec sa seconde femme, Maria Eckhart, d'origine tanzanienne, il vivait à Sagaponack, dans l'État de New York, où il dirigeait un groupe zen.

## Œuvre
Outre Le léopard des neiges, son roman En liberté dans les champs du Seigneur, qui raconte d'un missionnaire américain dans une tribu sud-américaine, servit en 1991 de base au scénario d'un film portant le même titre, réalisé par Hector Babenco. Blue Meridian, son livre sur la recherche océanographique, présente le tournage du film de Peter Gimbel et de Jim Lipscomb, Blue Water, White Death, qu'on considère généralement comme la source d'inspiration de Peter Benchley pour son roman Les dents de la mer en 1974.
Plus récemment (en 2010), son roman Shadow Country — une réécriture de la trilogie Killing Mr. Watson, Lost Man's River et Bone by Bone — a reçu le National Book Award dans la catégorie « fiction » ; le roman est largement basé sur les récits de la mort d'Edgar Watson, un planteur de Floride décédé peu de temps après l'ouragan qui déferla sur le Sud-Est de la Floride en 1910.

### Fiction
- Race Rock (1954)
- Partisans (1955)
- Raditzer (1961)
- At Play in the Fields of the Lord (1965 ; traduction française : En liberté dans les champs du Seigneur, Gallimard, 1967)
- Far Tortuga (1975 ; traduction française : Far tortuga, Éditions de l'Olivier, 1993)
- On the River Styx and Other Stories (1989)
- Killing Mister Watson (1990 ; traduction française : Monsieur Watson doit mourir, Éditions de l'Olivier, 1992)
- Lost Man's River (1997)
- Bone by Bone (1999)
- Shadow Country: a new rendering of the Watson legend (2008)
- In Paradise (2014 ; traduction française : Au Paradis, Éditions des Deux Terres, 2015)

### Non-fiction
- Wildlife in America (1959)
- The Cloud Forest: A Chronicle of the South American Wilderness (1961 ; traduction française : Urubamba. Paris, Editions Voyageur Payot, 1992)
- Under the Mountain Wall: A Chronicle of Two Seasons in the Stone Age (1962 ; traduction française : Deux saisons à l'âge de pierre, Gallimard ; rééd. Payot, 2004)
- « The Atlantic Coast », un chapitre de The American Heritage Book of Natural Wonders (1963)
- The Shorebirds of North America (1967)
- Oomingmak (1967)
- Sal Si Puedes: Cesar Chavez and the New American Revolution (1969)
- Blue Meridian. The Search for the Great White Shark (1971).
- The Tree Where Man Was Born (1972)
- The Snow Leopard (en) (1978 ; traduction française : Le léopard des neiges. Paris, Gallimard, 1983)
- Sand Rivers (1981)
- In the Spirit of Crazy Horse (1983)
- Indian Country (1984)
- Nine-headed Dragon River: Zen Journals 1969-1982 (1986)
- Men's Lives: The Surfmen and Bayen of the South Fork (1986)
- African Silences (1991 ; traduction française : Silences africains, Payot, 1994)
- Baikal: Sacred Sea of Siberia (1992)
- East of Lo Monthang: In the Land of the Mustang (1995)
- The Peter Matthiessen Reader: Nonfiction, 1959-1961 (2000)
- Tigers in the Snow (2000 ; traduction française : Tigres dans la neige, Actes sud, 2000)
- The Birds of Heaven: Travels With Cranes (2001)
- End of the Earth: Voyages to Antarctica (2003)
- Are We There Yet? A Zen Journey Through Space and Time (2010)

## Source
- (en) Cet article est partiellement ou en totalité issu de l’article de Wikipédia en anglais intitulé « Peter Matthiessen » (voir la liste des auteurs).